# Zozibini Tunzi
Zozibini Tunzi, ou de forme courte Zozi Tunzi née le 18 septembre 1993, est un mannequin sud-africain élue Miss Afrique du Sud 2019 et Miss Univers 2019. Elle est la troisième Miss Univers originaire de l'Afrique du Sud et la sixième femme noire, après Leila Lopes couronnée Miss Univers 2011, et Mpule Kwelagobe couronnée Miss Univers 1999.

## Parcours

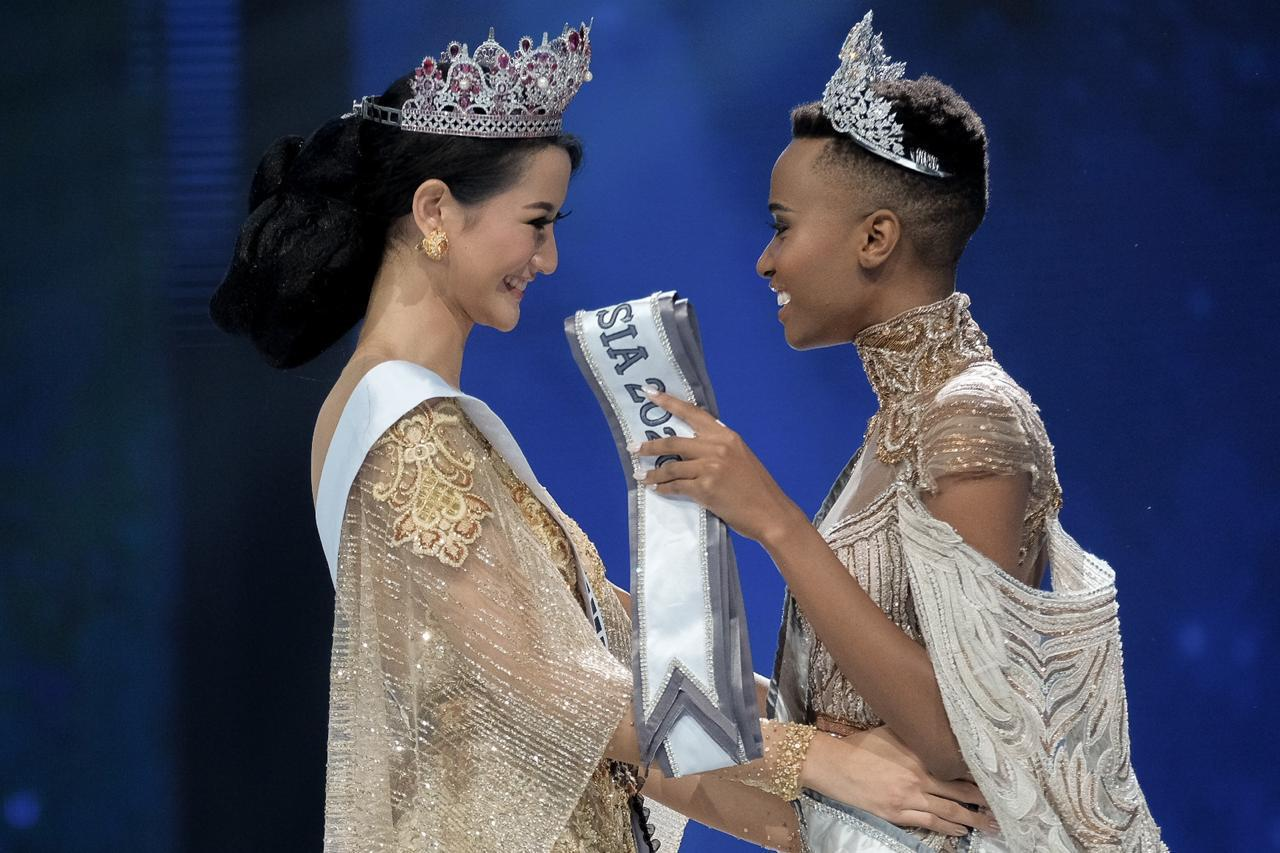
Tunzi avec Miss Universe Indonesia 2020 Raden Roro Ayu Maulida Putri

Zozibini Tunzi est née à Tsolo dans le Cap-Oriental en Afrique du Sud de parents Philiswa Nadapu et Lungisa Tunzi  et a grandi dans le village voisin de Sidwadweni. Puis sa famille déménage au Cap pour le travail de son père. N'ayant pas les moyens de payer ses études, elle entame une carrière de mannequin. Elle poursuit des études supérieures à l'université de technologie de la péninsule du Cap, et travaille comme stagiaire chez Ogilvy,,.
Désignée Miss Afrique du Sud en août 2019, elle remporte le titre de Miss Univers devant les concurrentes de Porto Rico et du Mexique, dans un concours animé par le présentateur Steve Harvey et où un panel de sept femmes a établi le classement des candidates. Elle succède à Catriona Gray.
Elle devient la troisième femme originaire de l'Afrique du Sud à être couronnée Miss Univers. Son discours sur l'écologie, le leadership des femmes sont salués par plusieurs célébrité dont Oprah Winfrey. Elle est également la première femme couronnée ayant les cheveux court et crépus dans un concours de beauté.
Le 16 mai 2022 elle remet sa couronne à Andrea Meza Miss Univers 2020 à Hollywood, en Floride. Le jour de la remise du titre elle devient la Miss Univers la plus âgée à terminer son règne à 27 ans et 240 jours.

## Filmographie
Sauf indication contraire, les informations mentionnées dans cette section peuvent être confirmées par la base de données cinématographiques IMDb,  présente dans la section « Liens externes ».
- 2022 : The Woman King de Gina Prince-Bythewood, Efe, l'une des épouses du roi